# Gioventù esperantista italiana
La Gioventù Esperantista Italiana (in esperanto Itala Esperantista Junularo, spesso abbreviata come IEJ) è un'associazione culturale giovanile attiva in Italia, avente come obiettivo la promozione della lingua esperanto presso i giovani.
Si tratta della sezione giovanile della Federazione Esperantista Italiana. Le due associazioni sono accomunate dal medesimo statuto e dalla comune condizione di ente morale. Come la FEI, la IEJ è estranea ad ideologie politiche e credi religiosi; non ha fini di lucro e trae i mezzi economici necessari al proprio sostentamento dai propri associati o da enti pubblici; non svolge attività d'impresa; non prevede la possibilità di retribuire propri collaboratori.
Dal punto di vista internazionale, la IEJ è la sezione italiana della TEJO, l'Organizzazione mondiale della gioventù esperantista, che come l'Associazione universale esperanto collabora con l'UNESCO e con le Nazioni Unite. In collaborazione con la TEJO, la IEJ ha organizzato il Congresso mondiale giovanile di esperanto, nel 1997, ad Assisi. Il presidente della Repubblica, Oscar Luigi Scalfaro, ha concesso il proprio patronato al congresso, attraverso un telegramma ufficiale inviato dal segretario generale alla Presidenza della Repubblica, Gaetano Gifuni. La provincia di Perugia e la regione Umbria hanno concesso il loro patrocinio.
Nel 2006, la IEJ ha contribuito alla organizzazione del Congresso universale di esperanto, svoltosi a Firenze, attraverso un suo delegato nel comitato organizzatore, come responsabile delle attività giovanili. Il congresso ha ricevuto il patronato del Presidente della Repubblica Giorgio Napolitano.

## Storia

### Dalla IESA alla seconda guerra mondiale
La prima associazione esperantista giovanile d'Italia fu fondata a Bologna nel dicembre 1913, con il nome di Itala Esperantista Studenta Asocio (IESA, Associazione studentesca esperantista italiana) e sotto la guida della studentessa di scienze Stamura Linardi.
Presto la IESA si articolò in gruppi locali, presenti in modo particolare nel nord Italia: il primo di essi vide la luce a Capodistria. Negli anni 1910 furono organizzati corsi ed esami per scout e fu proposta la pubblicazione di un pieghevole che ospitasse pubblicità in quarta pagina, in modo da risolvere i problemi finanziari dell'associazione.
A partire dal 1923 la rivista nazionale L'Esperanto ospitò una rubrica, la Paĝo por niaj knaboj ("Pagina per i nostri ragazzi"), riservata ai giovani. Al contempo, il settimanale Gioventù, stampato a Prato, ospitò una rubrica in esperanto a cura del genovese Sante Zullo a partire dal 1º gennaio 1924.
A partire dal 1925 la Federazione Esperantista Italiana acconsentì a differenziare la quota d'iscrizione giovanile da quella ordinaria, in modo da stimolare l'iscrizione di soci giovani; il limite d'età fu posto a 16 anni.
Seguì il periodo del fascismo, durante il quale l'attività esperantista in Italia - giovanile e non - subì pesanti limitazioni, fino quasi a cessare.

### Dal dopoguerra
Terminata la seconda guerra mondiale, il Movimento esperantista italiano trovò presto nuovo vigore e ritornò rapidamente all'attività che lo aveva caratterizzato nella fase pre-bellica. La IESA fu rifondata nel 1947 con il nome di Gioventù esperantista italiana, ad opera dell'insegnante Mario Guzzi. Dal 1950 il bollettino Nova Sento, sino ad allora organo di informazione a sé stante, venne integrato ne L'Esperanto sotto forma di rubrica. Il nucleo della GIE fu, nelle prime fasi, il gruppo giovanile di Torino.
La GIE era, in questi anni, indipendente dalla FEI, cui si limitava a pagare una quota d'adesione. Nel settembre 1950, nel corso di un convegno a Torino, Giancarlo Fighiera, Gina Fop e Piero Fop ventilarono l'idea di una associazione giovanile nazionale facente parte della FEI, ma con struttura e finalità indipendenti da essa.
Dal 1953 la GIE ottenne di poter essere rappresentata nel consiglio nazionale della FEI da tre membri.
Nova Sento ricomparve sulle pagine del L'Esperanto per scomparirne nel 1954 e tornarvi nel 1957, affrontando varie crisi redazionali che si risolsero solo nel 1962.

## Attività e iniziative
La Gioventù esperantista italiana si dedica principalmente alle seguenti attività:
- L'organizzazione del Festival giovanile internazionale, che si svolge ogni anno, dal 1977, in una diversa località italiana nella settimana di Pasqua.
- L'organizzazione di seminari pubblici sull'insegnamento della lingua esperanto e sulla letteratura e cultura esperantista.
- L'organizzazione, in varie città d'Italia, di incontri per novizi e curiosi della durata di uno o due giorni attraverso i quali vengono illustrate le principali attività dell'associazione e durante i quali viene fornito materiale informativo sull'associazione stessa e sul movimento in genere (EsperanTago).

## Struttura
Il consiglio direttivo (estraro, in lingua esperanto) ed il presidente della IEJ sono eletti annualmente dall'assemblea generale, tradizionalmente convocata durante il Festival giovanile internazionale, nella domenica di Pasqua. Il consiglio direttivo eletto ha la facoltà di distribuire al proprio interno ulteriori cariche, quali quella di vicepresidente o di tesoriere.

### Cronologia dei presidenti
Segue un prospetto incompleto dei presidenti della IEJ dalla fondazione ad oggi.
- Ranieri Clerici (1969 — 1970)
- Guido Bertucci (1970 — 1972)
- Silvio Stoppoloni (1972 — 1974)
- Brunetto Casini (1976 — 1977)
- Roberto Tresoldi (1977 — 1980)
- Norberto Saletti (1980 — 1981)
- Dario Besseghini e Cristina de Giorgi (1981 — 1982)
- Roberto Tresoldi (1982 — 1983) (responsabile del gruppo di presidenza)
- Cristina de Giorgi (1983 — 1984)
- Alessandro Perna (1984 — 1986)
- Francesco Pignatelli (1986 — 1989)
- Francesco Amerio (1989 — 1990)
- Luigi Fraccaroli (1990 — 1992)
- Alessandro Amerio (1992 — 1993)
- Guido Carravieri (1993 — 1996)
- Francesco Amerio (1996 — 1997)
- Federico Breda (1997 — 1999)
- Flavia Dal Zilio (1999 — 2000)
- Manuel Giorgini (2000 — 2001)
- Bethuel Chiesa (2001 — 2003)
- Flavia Dal Zilio (2003 — 2004)
- Daniela Tagliafico (2004 — 2005)
- Selena Contin (2005 — 2006)
- Nicola Ruggiero (2006 — 23 marzo 2008)
- Luca Della Maddalena (23 marzo 2008 — 2 maggio 2009)
- Michael Boris Mandirola (2 maggio 2009 — 2010)
- Elina Koryak (4 aprile 2010 — 2011)
- Gianfranca Gastaldi (2011 — 2012)
- Pierre Caliari (2012 —  31 marzo 2013)
- Michele Guerriero (31 marzo 2013 — 14 febbraio 2015)
- Emanuele Bovio Regano (14 febbraio 2015 — 27 marzo 2016)
- Alberto Vitale (27 marzo 2016 — 16 aprile 2017)
- Giorgio Di Nucci (16 aprile 2017 — 21 aprile 2019)
- Valentina Boldurescu (21 aprile 2019 — 23 dicembre 2020)
- Pierre Caliari (23 dicembre 2020 — 17 aprile 2022)
- Giorgio Perna (17 aprile 2022 — 9 aprile 2023)
- Giovanni De Lucia (9 aprile 2023 — 20 aprile 2025)
- Gabriele Esposito Guido (20 aprile 2025 - in carica)